# Siemenssteg
Der Siemenssteg ist eine Fußgängerbrücke im Berliner Ortsteil Charlottenburg. Er überspannt die Spree von Alt-Lietzow zum Kraftwerk Charlottenburg. Es handelt sich um eine 77 Meter lange und 3,50 Meter breite Bogenbrücke in Metallkonstruktion. An den Brückenköpfen befinden sich je zwei 10 Meter hohe Sandsteinpylone. Bauherr der Brücke war die Elektrizitäts-AG vormals W. Lahmeyer & Co. in Frankfurt am Main, die auch das Kraftwerk als Charlottenburger Elektrizitätswerk baute und im Pachtverhältnis betrieb. Der Siemenssteg liegt zwischen dem Iburger Ufer und der Straße Am Spreebord, kurz hinter der Abzweigung des Landwehrkanals und des Charlottenburger Verbindungskanals. Etwa 180 Meter spreeaufwärts befindet sich die parallel verlaufende Röntgenbrücke.

## Geschichte
Der Steg wurde im Zusammenhang mit der Errichtung des Elektrizitätswerks zwischen 1899 und 1900 erbaut, um neben der Nutzung als Fußgängerbrücke auch die elektrischen Leitungen nach Charlottenburg zu führen. Er konnte am 1. August 1900 eingeweiht werden. 1902 erhielt der Fußsteg seinen Namen nach dem Fabrikanten Werner von Siemens, der unweit seinen Wohnsitz hatte. Im Zweiten Weltkrieg wurde der Steg nicht zerstört, da er für die Straßenkämpfe keine strategische Bedeutung besaß. Er zählt heute zu den gut erhaltenen historischen Fußgängerbrücken über die Spree. 1960 wurde er umfassend saniert.

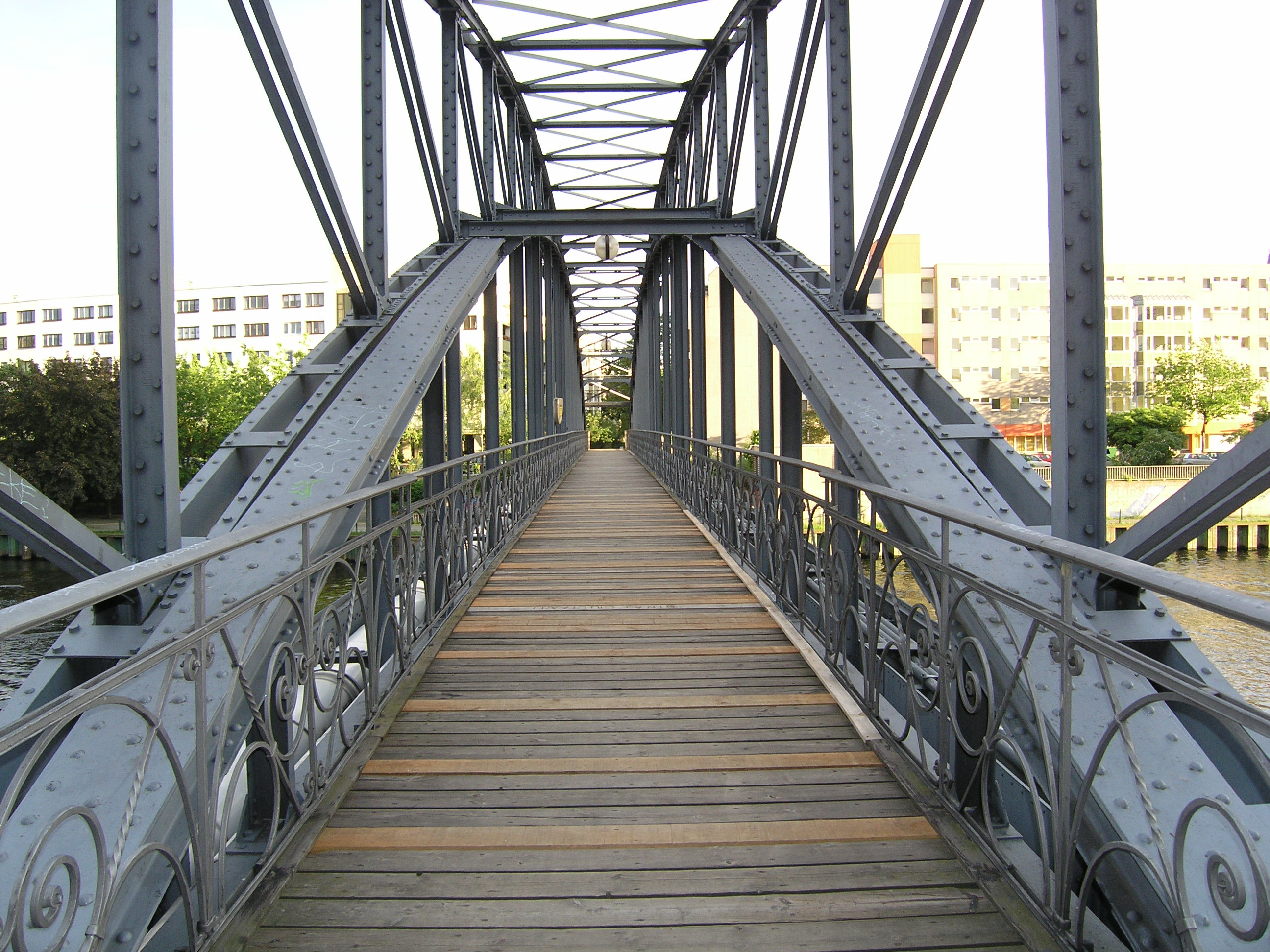
Baudenkmal Siemenssteg
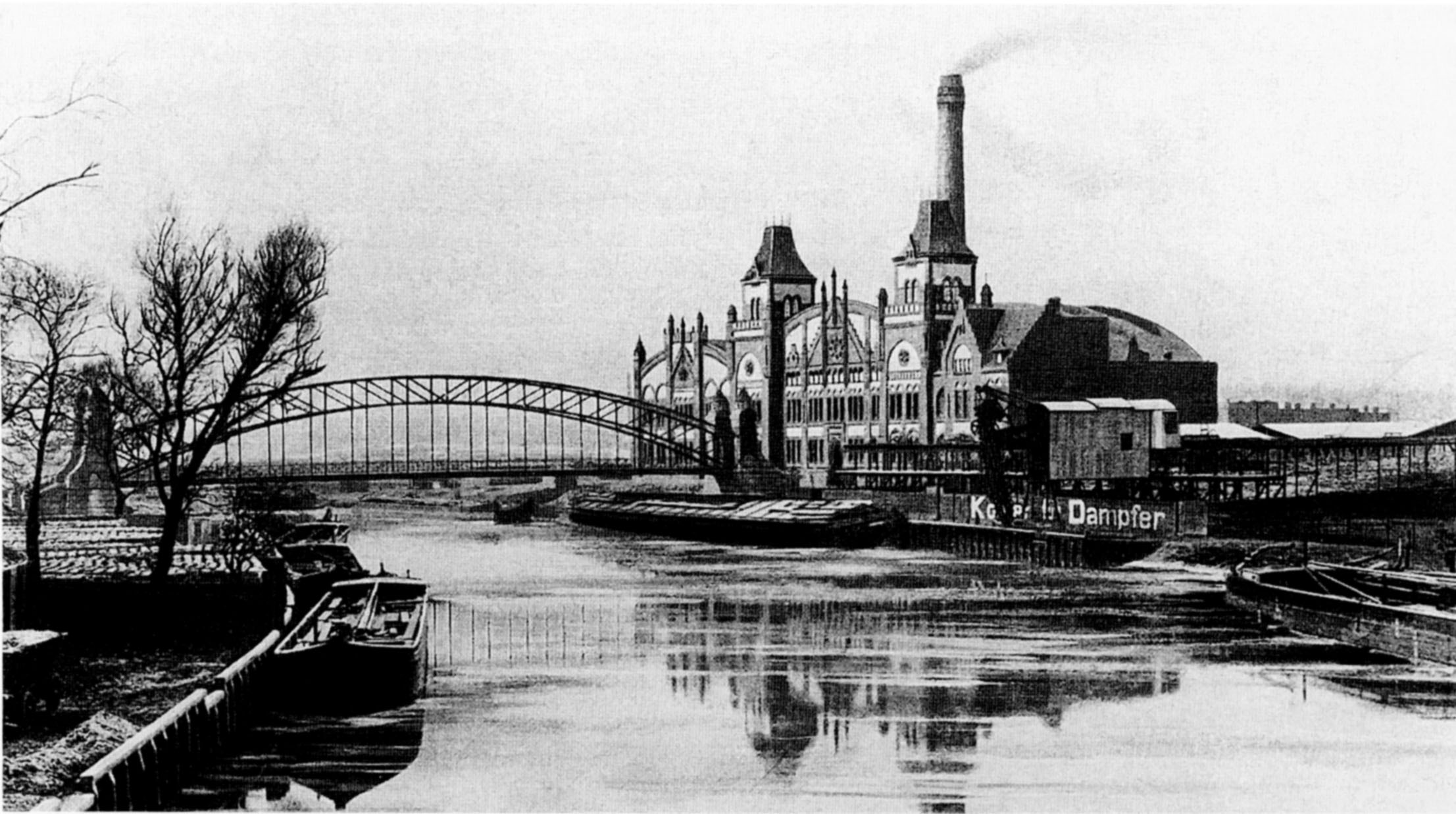
Siemenssteg (Mitte) und Heizkraftwerk (rechts), um 1907